# Рыбалко, Виктория Юрьевна
Викто́рия Ю́рьевна Рыба́лко (род. 26 октября 1982, Днепропетровск) — украинская легкоатлетка, специалистка по прыжкам в длину. Выступала за сборную Украины по лёгкой атлетике в период 1999—2012 годов, участница ряда крупных международных соревнований, в том числе двух летних Олимпийских игр.

## Биография
Виктория Рыбалко родилась 26 октября 1982 года в городе Днепропетровске Украинской ССР. Детство провела в Молдавии, где в то время работали её родители, затем вернулась на Украину и поселилась в Запорожье. Серьёзно заниматься лёгкой атлетикой начала в возрасте 11 лет, проходила подготовку под руководством заслуженного тренера СССР Василия Ивановича Телегина. Состояла в спортивном обществе «Украина» (Запорожье).
Впервые заявила о себе на международной арене в сезоне 1999 года, когда вошла в состав украинской национальной сборной и побывала на летних европейских юношеских Олимпийских днях в Дании, откуда привезла награду серебряного достоинства, выигранную в прыжках в длину. Осенью того же года уехала учиться в США, поступив в Университет Мэна — успешно выступала на различных студенческих соревнованиях, была второй среди прыгунов в длину в первом дивизионе Национальной ассоциации студенческого спорта (в 2008 году включена в Зал славы Университета Мэн). Получила степень бакалавра наук в области биохимии и микробиологии.
В 2006 году в прыжках в длину заняла четвёртое место на чемпионате Европы в Гётеборге.
В 2007 году отметилась выступлениями на европейском первенстве в помещении в Бирмингеме и на чемпионате мира в Осаке, где была седьмой и одиннадцатой соответственно.
Благодаря череде удачных выступлений удостоилась права защищать честь страны на летних Олимпийских играх 2008 года в Пекине — в программе прыжков в длину показала на предварительном этапе результат 6,43 метра и не смогла квалифицироваться в финальную стадию.
После пекинской Олимпиады Рыбалко осталась в составе легкоатлетической команды Украины и продолжила принимать участие в крупнейших международных соревнованиях. Так, в 2009 году она выступила на мировом первенстве в Берлине, где стала в своей дисциплине семнадцатой.
В 2010 году соревновалась на чемпионате Европы в Берселоне и на чемпионате мира в помещении в Дохе.
Участвовала в мировом первенстве 2011 года в Тэгу, была в квалификации пятнадцатой.
Прошла отбор на Олимпийские игры 2012 года в Лондоне — в зачёте прыжков в длину на сей раз преодолела расстояние в 6,29 метра, чего опять же оказалось недостаточно для попадания в финал.
Завершив спортивную карьеру, продолжила обучение в США: получила степень магистра наук в области иммунологии в Рочестерском университете и степень доктора философии в области спортивной физиологии в Техасском университете.